# Бен Аффлек
Бе́нджамін «Бен» Ґі́за А́ффлек-Болдт (англ. Benjamin «Ben» Geza Affleck-Boldt; нар. 15 серпня 1972, Берклі, Каліфорнія, США) — американський актор, сценарист та кінорежисер. Лауреат премії «Оскар» за сценарій до фільму «Розумник Вілл Гантінґ» (разом з Меттом Деймоном), найкращий фільм 2012 року «Арго», а також антипремії «Золота малина» як найгірший актор за ролі у фільмах «Джилі», «Шибайголова» і «Час розплати».
За підсумками 2019 року перебував на 5-му місці рейтингу Forbes серед найбільш високооплачуваних акторів; його заробіток за рік склав $55 млн (37-ме місце в загальному рейтингу знаменитостей).

## Кар'єра
Виконав роль Бетмена (Брюса Вейна) у кінокоміксі «Бетмен проти Супермена: На зорі справедливості», який вийшов у прокат в березні 2016 року. Обрання Бена на роль зустріло обурення частини фанатів DC Comics. Але після прем'єри більшість визнало, що Аффлек переконливо перевтілився у супергероя. Актор також зіграв Бетмена у «Лізі Справедливості» (2017) розширеного всесвіту DC.

## Особисте життя
У жовтні 1997 року Аффлек почав зустрічатися з акторкою Гвінет Пелтроу. Пара розлучилася в жовтні 2000 року.
З липня 2002 по 2004 роки Бен Аффлек зустрічався зі співачкою та акторкою Дженніфер Лопес. У листопаді 2002 року вони заручилися. Розійшлися у січні 2004 року.
У 2004 році Бен Аффлек почав зустрічатися з акторкою Дженніфер Гарнер, потоваришувавши з актрисою на зніманнях «Перл-Гарбор» (2001) і «Шибайголови» (2003). Пара одружилася 29 червня 2005 року на Теркс і Кайкос. Єдиними гостями на церемонії були Віктор Ґарбер і його супутник Райнер Андресен. Аффлек та Ґарнер мають трьох дітей: двох доньок Вайолет Енн (нар. грудень 2005) і Серу Розу Елізабет (нар. січень 2009) та сина Сема Ґарнера (нар. лютий 2012). 30 червня 2017 року Аффлек та Ґарнер офіційно оголосили про розлучення.
З середини 2017 року до середини 2018 року Бен Аффлек мав стосунки на відстані з телевізійною продюсеркою з Нью-Йорка Ліндсі Шукус. Вони ненадовго поновлювали стосунки на початку 2019 року. Шукус керує відділом талантів Saturday Night Live шоу, яке Аффлек вів п'ять разів з 2000 року.
З осені 2019 року Бен Аффлек зустрічався з акторкою Аною де Армас, з якою вони познайомилися на зніманнях фільму «Глибока вода». У травні 2020 року пара знялася у кліпі пуерториканського виконавця Residente на пісню «Antes Que el Mundo Se Acabe» У січні 2021 року стало відомо, що актори розійшлися.
Тоді-таки Бен Аффлек поновив стосунки з Дженніфер Лопес: спочатку пару помітили в одному автомобілі, потім вони разом провели відпустку на гірськолижному курорті в Монтані, де в Аффлека є власне шале. Згодом стало відомо, що Лопес заради актора переїжджає до Лос-Анджелеса. Нарешті ЗМІ поширили інформацію про бажання Аффлека вдруге освідчитися Дженніфер Лопес на день народження співачки, 24 липня 2021 року. Також повідомляється, що пара планує укласти шлюб до кінця року. 8 квітня 2022 року Лопес оголосила про їхні другі заручини за 20 років після першого освідчення . Вони одружилися в Лас-Вегасі 16 липня 2022 року. 2 липня 2024 вони розлучилися.

## Підтримка України
Разом з дружиною засудив російське вторгнення в Україну. Представник офісу Президента України Андрій Єрмак подякував їм за підтримку та запросив відвідати Україну.

## Фільмографія

### Актор
Фільми
| Рік  |     | Українська назва                                | Оригінальна назва                  | Роль                                           |
| ---- | --- | ----------------------------------------------- | ---------------------------------- | ---------------------------------------------- |
| 1981 | ф   | Темний кінець вулиці                            | The Dark End of the Street         | Томмі                                          |
| 1989 | ф   | Поле його мрії                                  | Field of Dreams                    | актор масовки                                  |
| 1992 | ф   | Шкільні зв'язки                                 | School Ties                        | Честі Сміт                                     |
| 1992 | ф   | Баффі — винищувачка вампірів                    | Buffy the Vampire Slayer           | баскетболіст №10                               |
| 1993 | ф   | Під кайфом та збентежені                        | Dazed and Confused                 | Фред О'Бенніон                                 |
| 1995 | ф   | Тусовщики з супермаркету                        | Mallrats                           | Шеннон                                         |
| 1995 | ф   | Блиск слави                                     | Glory Daze                         | Джек                                           |
| 1997 | ф   | У гонитві за Емі                                | Chasing Amy                        | Голден МакНіл                                  |
| 1997 | ф   | Подорожні                                       | Going All the Way                  | Ганнер Кассельман                              |
| 1997 | ф   | Розумник Вілл Гантінґ                           | Good Will Hunting                  | Чакі Селліван                                  |
| 1998 | ф   | Закоханий Шекспір                               | Shakespeare in Love                | Нед Аллен                                      |
| 1998 | ф   | Фантоми                                         | Phantoms                           | шериф Брайс Геммонд                            |
| 1998 | ф   | Армагеддон                                      | Armageddon                         | Ей Джей Фрост                                  |
| 1999 | ф   | Догма                                           | Dogma                              | Бартлбі                                        |
| 1999 | ф   | Сили природи                                    | Forces of Nature                   | Бен Голмс                                      |
| 1999 | ф   | 200 цигарок                                     | 200 Cigarettes                     | бармен                                         |
| 2000 | ф   | Чужий квиток                                    | Bounce                             | Бадді Емарал                                   |
| 2000 | ф   | Азартні ігри                                    | Reindeer Games                     | Руді Данкан                                    |
| 2000 | ф   | У топці                                         | Boiler Room                        | Джим Янг                                       |
| 2000 | мф  | Йосип: Цар сновидінь                            | Joseph: King of Dreams             | Йосип (озвучення)                              |
| 2001 | ф   | Джей і мовчазний Боб завдають удару у відповідь | Jay and Silent Bob Strike Back     | Голден МакНейл                                 |
| 2001 | ф   | Татусь та інші                                  | Daddy and Them                     | Лоуренс Боуен                                  |
| 2001 | ф   | Перл-Гарбор                                     | Pearl Harbor                       | капітан Рейф МакКевлі                          |
| 2002 | ф   | На чужій смузі                                  | Changing Lanes                     | Гевін Банек                                    |
| 2002 | ф   | Ціна страху                                     | The Sum of All Fears               | Джек Раян                                      |
| 2002 | ф   | Третій зайвий                                   | The Third Wheel                    | Майкл                                          |
| 2003 | ф   | Шибайголова                                     | Daredevil                          | Метт Мердок / Шибайголова                      |
| 2003 | ф   | Джилі                                           | Gigli                              | Ларі Джилі                                     |
| 2003 | ф   | Час розплати                                    | Paycheck                           | Майкл Дженнінґс                                |
| 2004 | ф   | Пережити Різдво                                 | Surviving Christmas                | Дрю Летам                                      |
| 2004 | ф   | Дівчина з Джерсі                                | Jersey Girl                        | Оллі Трінк                                     |
| 2005 | ф   | Електра                                         | Elektra                            | Метт Мердок / Шибайголова (режисерська версія) |
| 2006 | ф   | Марнотратники життя                             | Man About Town                     | Джек Джиаморо                                  |
| 2006 | ф   | Клерки 2                                        | Clerks II                          | камео                                          |
| 2006 | ф   | Смерть супермена                                | Hollywoodland                      | Джордж Рівз                                    |
| 2006 | ф   | Козирні тузи                                    | Smokin' Aces                       | Джек Дюпрі                                     |
| 2009 | ф   | Обіцяти — ще не одружитись                      | He's Just Not That Into You        | Нейл Джонс                                     |
| 2009 | ф   | Ігри влади                                      | State of Play                      | Стівен Коллінз                                 |
| 2009 | ф   | Екстракт                                        | Extract                            | Дін                                            |
| 2010 | ф   | Місто                                           | The Town                           | Даг МакРей                                     |
| 2010 | ф   | У компанії чоловіків                            | The Company Men                    | Боббі Волкер                                   |
| 2012 | ф   | Арго                                            | Argo                               | Тоні Мендез                                    |
| 2012 | ф   | До дива                                         | To the Wonder                      | Ніл                                            |
| 2013 | ф   | Сліпа удача                                     | Runner, Runner                     | Айвен Блок                                     |
| 2014 | ф   | Загублена                                       | Gone Girl                          | Нік Данн                                       |
| 2016 | ф   | Бетмен проти Супермена: На зорі справедливості  | Batman v Superman: Dawn of Justice | Брюс Вейн / Бетмен                             |
| 2016 | ф   | Загін самогубців                                | Suicide Squad                      | Брюс Вейн / Бетмен (камео)                     |
| 2016 | ф   | Аудитор                                         | The Accountant                     | Кріс Вульф                                     |
| 2016 | ф   | Закон ночі                                      | Live by Night                      | Джо Кофлін                                     |
| 2017 | ф   | Ліга справедливості                             | Justice League                     | Брюс Вейн / Бетмен                             |
| 2019 | ф   | Потрійний кордон                                | Triple Frontier                    | Том Девіс                                      |
| 2019 | ф   | Джей та Мовчазний Боб: Перезавантаження         | Jay and Silent Bob Reboot          | Голден МакНейл                                 |
| 2020 | ф   | Останнє, чого він хотів                         | The Last Thing He Wanted           | Тріт Моррісон                                  |
| 2020 | ф   | Поза грою                                       | The Way Back                       | Джек Каннінгем                                 |
| 2021 | ф   | Ліга справедливості Зака Снайдера               | Zack Snyder's Justice League       | Брюс Вейн / Бетмен                             |
| 2021 | ф   | Остання дуель                                   | The Last Duel                      | П'єр ІІ, граф Алансона                         |
| 2021 | ф   | Ніжний бар                                      | The Tender Bar                     | дядько Чарлі                                   |
| 2022 | ф   | Глибокі води                                    | Deep Water                         | Вік Ван Аллен                                  |
| 2022 | док |                                                 | Jennifer Lopez: Halftime           | у ролі самого себе                             |
| 2022 | ф   | Клерки 3                                        | Clerks III                         | камео                                          |
| 2023 | ф   | Air Jordan                                      | Air Jordan                         | Філ Найт                                       |
| 2023 | ф   | Гіпнотик                                        | Hypnotic                           | Денні Рурк                                     |
| 2023 | ф   | Флеш                                            | The Flash                          | Брюс Вейн / Бетмен                             |
| 2024 | ф   |                                                 | This Is Me... Now: A Love Story    | Рекс Стоун                                     |
| 2025 | ф   | Аудитор 2                                       | The Accountant 2                   | Кріс Вульф                                     |
| 2026 | ф   | The RIP                                         | The RIP                            | детектив Джей Ді Бірн                          |

Телебачення
| Рік       |    | Українська назва                  | Оригінальна назва               | Роль                                                             |
| --------- | -- | --------------------------------- | ------------------------------- | ---------------------------------------------------------------- |
| 1984      | с  | Подорож Мімі                      | The Voyage of the Mimi          | С.Т. Гренвіль (6 епізодів)                                       |
| 1986      | с  | ABC Спеціально після школи        | ABC Afterschool Specials        | Денні Колман (Епізод: "Wanted: The Perfect Guy")                 |
| 1987      | тф | Руки незнайомця                   | Hands of a Stranger             | Біллі Герн                                                       |
| 1988      | с  | Друга подорож Мімі                | The Second Voyage of the Mimi   | С.Т. Гренвіль (12 епізодів)                                      |
| 1991      | тф | Татусь                            | Daddy                           | Бен Вотсон                                                       |
| 1993      | с  |                                   | The Torkelsons                  | Кевін Джонсон (Епізод: "Is That All There Is?")                  |
| 1993      | с  |                                   | Against the Grain               | Джо Віллі Клемонс (8 епізодів)                                   |
| 1994      | с  |                                   | Lifestories: Families in Crisis | Аарон Генрі (Епізод: "A Body to Die For: The Aaron Henry Story") |
| 2001—2013 | с  | Суботнього вечора у прямому ефірі | Saturday Night Live             | гість (7 епізодів)                                               |
| 2009      | с  | Угамуй свій запал                 | Curb Your Enthusiasm            | покупець в магазині (Епізод: "Officer Krupke")                   |

### Режисер, сценарист, продюсер
| Рік  | Назва                                                                                               | Режисер | Сценарист | Продюсер   | Примітки                                         |
| ---- | --------------------------------------------------------------------------------------------------- | ------- | --------- | ---------- | ------------------------------------------------ |
| 1993 | Я вбив дружину-лесбійку, повісив її на м'ясний гак, і тепер у мене контракт з Діснеєм на три фільми | Так     | Ні        | Ні         | Короткометражний фільм                           |
| 1997 | Розумник Вілл Гантінґ                                                                               | Ні      | Так       | Ні         | Співсценарист: Метт Деймон                       |
| 2003 | Битви солдата Келлі                                                                                 | Ні      | Ні        | Виконавчий |                                                  |
| 2005 | Бенкет                                                                                              | Ні      | Ні        | Виконавчий |                                                  |
| 2007 | Бувай, дитинко, бувай                                                                               | Так     | Так       | Ні         | Співсценарист: Аарон Стокард                     |
| 2010 | Місто                                                                                               | Так     | Так       | Ні         | Співсценарист: Пітер Крейґ                       |
| 2012 | Арго                                                                                                | Так     | Ні        | Так        |                                                  |
| 2016 | Закон ночі                                                                                          | Так     | Так       | Так        |                                                  |
| 2021 | Остання дуель                                                                                       | Ні      | Так       | Так        | Співсценаристи: Метт Деймон та Ніколь Холофценер |
| 2023 | Air Jordan                                                                                          | Так     | Ні        | Так        |                                                  |
| 2024 | Підбурювачі                                                                                         | Ні      | Ні        | Так        |                                                  |
| 2024 | Дрібниці життя                                                                                      | Ні      | Ні        | Так        |                                                  |
| 2025 | Аудитор 2                                                                                           | Ні      | Ні        | Так        |                                                  |